# Phil Bodner
Philip 'Phil' L. Bodner (Waterbury (Connecticut), 13 juni 1917 – New York, 24 februari 2008) was een Amerikaanse jazzmuzikant (klarinet, hobo, fluit, saxofoon), arrangeur, componist en songwriter.

## Biografie
Van de jaren 1950 tot de jaren 1980 was Bodner vooral actief als studiomuzikant. Hij was onder meer betrokken bij opnamen van Frank Sinatra, Ella Fitzgerald, Mel Tormé, Dick Hyman, Doc Severinsen, Urbie Green, Mundell Lowe, Gil Evans (New Bottle, Old Wine, 1958), Miles Davis (Porgy and Bess, 1958), Billie Holiday (Lady in Satin) Oliver Nelson (More Blues and the Abstract Truth, 1961), Wes Montgomery, J.J. Johnson, Milt Jackson, Don Lamond (1962), Bill Evans/Claus Ogerman (Symbiosis, 1964), George Benson (White Rabbit) en Eumir Deodato (Prelude, 1972).
Als orkestleider, componist en arrangeur nam hij pop en easy listening op met de studioband The Brass Ring, in de stijl van Herb Alperts Tijuana Brass. In de band zaten ook saxofonist Stan Webb en gitarist Tony Mottola. Bodner nam eerst op voor het ABC-sublabel Dunhill, voordat hij zich aansloot bij RCA Victor/Camden. De band had in 1965 een #1 hit met Love Theme uit The Flight of The Phoenix uit de film The Flight of the Phoenix. De band had toen weer een hit met The Dis-Advantages of You, die eind jaren 1960 in de Verenigde Staten bekend werd door de televisiecommercials voor Benson & Hedges. Andere succesvolle titels van The Brass Ring waren Al-Di-La, Samba de Orfeu en het titelnummer uit For Love of Ivy (1968), geschreven door Quincy Jones. Na het uiteenvallen van de formatie begin jaren 1970 bleef Bodner werken als studiomuzikant. Begin jaren 1980 nam hij op onder zijn eigen naam en speelde hij in jazzclubs met George Duvivier en Mel Lewis en opnieuw met Mel Tormé. Tussen 1941 en 1996 was hij betrokken bij 364 opnamesessies, in zijn latere jaren ook bij Joe Bushkin, Barbara Carroll, Maxine Sullivan en bij Gunther Schullers opname Epitaph (1990).

## Overlijden
Phil Bodner overleed in februari 2008 op 90-jarige leeftijd.

## Discografie
- 1966: The Brass Ring : Love Theme from The Flight of the Phoenix (Dunhill)
- 1968: The Brass Ring : Sunday Night at the Movies (Dunhill)
- 1968: Phil Bodner/Phil Ramone: Now Sound of the Brass Ring (RCA Records)
- 1970: The Brass Ring Featuring Phil Bodner
- 1981: Fine and Dandy (Stash), met Marty Napoleon, Rick Laird, Butch Miles, Tony Monte, George Duvivier, Mel Lewis, Don Elliott
- 1990: Jammin' at Phil's Place, met Derek Smith, Milt Hinton, Bob Rosengarden
- 2007: Once More with Feeling, met Hank Jones, Butch Miles, Gene Bertoncini, Jamie Colpitts, Dave Young, Charlie Gougen, Milt Hinton, Dick Hyman, Ron Traxler, Joe Wilder, Al Caiola, Ron Odrich

- Bibsys: 5101752
- Biblioteca Nacional de España: XX1616059
- Bibliothèque nationale de France: cb139222655 (data)
- Gemeinsame Normdatei: 134584171
- International Standard Name Identifier: 0000 0000 5514 2859
- Library of Congress Control Number: n86133985
- MusicBrainz: 42fcb38c-6bea-4707-8516-6d0130a09ae1
- Nationale Bibliotheek van Israël: 987007407602805171
- Réseau des bibliothèques de Suisse occidentale: 02-A003017766
- Système universitaire de documentation: 251287033
- Virtual International Authority File: 44486988
- WorldCat: E39PBJjT3gwkbDkt7vR3wx8wG3